# Кумьяна
Кумьяна (итал. Cumiana) — коммуна в Италии, располагается в регионе Пьемонт, в провинции Турин.
Население составляет 7652 человека (2008 г.), плотность населения составляет 127 чел./км². Занимает площадь 60 км². Почтовый индекс — 10040. Телефонный код — 011.
В коммуне 8 сентября особо празднуется Рождество Пресвятой Богородицы.

## Демография
Динамика населения:

## Города-побратимы
- Сан-Гильермо, Аргентина

## Администрация коммуны
- Официальный сайт: http://www.comune.cumiana.to.it/